# Papuaia quadrisetosa
Papuaia quadrisetosa är en tvåvingeart som beskrevs av John Richard Vockeroth 1972. Papuaia quadrisetosa ingår i släktet Papuaia och familjen husflugor. Inga underarter finns listade i Catalogue of Life.